# 八坂神社 (各務原市蘇原伊吹町)
八坂神社（やさかじんじゃ）は、岐阜県各務原市蘇原伊吹町に鎮座する神社（八坂神社）。
旧・各務郡伊吹村（現・蘇原伊吹町、蘇原申子町、蘇原青雲町、蘇原寺島町、蘇原花園町、蘇原吉野町）の産土神である。

## 概要
加佐美神社の二之宮として、寛永2年（1625年）に山城国八坂神社に勧請、伊吹村字寺島（現・蘇原寺島町）に創建。寛文12年（1672年）に現在地に移転。
かつては牛頭天王と称していたが、1868年（明治元年）に八坂神社に改称。1919年（大正8年）に村社となる。
1991年（平成3年）に本殿、拝殿、境内社などを再建。その後拝殿が損傷し、2013年（平成25年）に再建された。
蘇原寺島町のかつての八坂神社の所在地には正徳4年（1714年）に神明神社（通称：大神宮、伊勢屋）が創建されている。

## 祭神
- 須佐奈男尊

## 摂末社
- 神明社[2]
- 日吉社[2]
- 秋葉社[2]
- 愛宕社[2]
- 山神[2]

## 境外社
- 神明神社（蘇原寺島町）[3]

かつての八坂神社跡地
- 神明神社（蘇原申子町）[3]